# La Chapelle-Grésignac
La Chapelle-Grésignac är en kommun i departementet Dordogne i regionen Nouvelle-Aquitaine i sydvästra Frankrike. Kommunen ligger i kantonen Verteillac som tillhör arrondissementet Périgueux. År 2022 hade La Chapelle-Grésignac 102 invånare.

## Befolkningsutveckling
Antalet invånare i kommunen La Chapelle-Grésignac
Referens:INSEE